# Wendell & Vinnie
Wendell & Vinnie es una serie de televisión de comedia, producida y transmitida por Nickelodeon. Las estrellas de esta serie son Jerry Trainor de iCarly y Buddy Handleson de Shake It Up. El primer promo oficial salió al aire el 21 de diciembre de 2012. La coestrella de la mega-serie iCarly, Trainor es muy juguetón con Vinnie, un tío amable y bobo, que se convierte en el tutor de su sobrino Wendell de 12 años de edad, (Buddy Handleson de Shake It Up). Nicole Sullivan como coestrella es Wilma, la hermana molesta de Vinnie. Esta iba a ser la segunda comedia de situación del bloque de Nickelodeon, Nick@Nite, pero Nickelodeon decidió que fuera una "serie original" del canal. La serie se estrenó el 16 de febrero de 2013 a las 8:00 p. m. Wendell & Vinnie fue cancelada por Nickelodeon el 15 de agosto de 2013 por bajos índices de audiencia, siendo una serie más que Nick cancela entre los años 2012 y 2013, con una sola temporada, junto con Bucket & Skinner's Epic Adventures, How to Rock, Fred: The Show, Marvin Marvin y Sam & Cat.

## Producción
Luego de que Cartoon Network comenzara a programar shows con índice de audiencia TV-PG, Nickelodeon comenzó el desarrollo de programas de televisión más orientado a adultos que su programación regular. Uno de ellos era Wendell & Vinnie, el espectáculo sería más afilado que los niños vieran más tonos oscuros que el show muestra y no se transmiten por Nick@Nite. La escritura y la filmación de la serie se realizaron entre 2011/2012; el espectáculo tuvo su primera promo oficial el 21 de diciembre de 2012 y fue estrenada el 16 de febrero de 2013. Nickelodeon canceló Wendell & Vinnie luego de una temporada el 15 de agosto de 2013., se canceló la serie porque no lograba tener más audiencia.

## Argumento
Vinnie es el dueño de una tienda de objetos de la cultura pop y vive en Los Ángeles sin un cuidado en el mundo. Después de que los padres de su sobrino de repente mueren seis meses antes del inicio de la serie, Vinnie encuentra a sí mismo ser el guardián legal de su sabio-más allá de sus años-sobrino, Wendell. Con un poco de ayuda de la hermana de Vinnie, Wilma, y su vecina de al lado, Taryn, Vinnie tiene el truco de ser padre. Al mismo tiempo, Wendell se encuentra tratando de mantener como su tío inmaduro bajo control.

## Reparto

### Protagonistas
- Jerry Trainor como Vinnie Bassett, el verdadero hijo de los dos. Incluso se dice que en un episodio, "Yo sé lo que los chicos de 12 años de edad, como porque yo he sido durante 20 años!" Él tiene un negocio de objetos de la cultura pop, y es aficionado a los videojuegos, cómics, y comer comida chatarra. Se da cuenta de que se le dio la custodia de Wendell porque los padres de Wendell querían dar Vinnie una oportunidad y sabía que Wendell está haciendo su camino, sin importar dónde vive.[11]
- Buddy Handleson como Wendell Bassett, un niño inteligente de 12 años de edad que tiene una serie de pasatiempos. Sus padres murieron seis meses antes de los acontecimientos de la serie, por lo que vive con su tío. Él es el estereotipo nerd y no tiene muchos amigos. Él disfruta de trucos de magia y tareas (tanto es así que incluso se creó un estudiante ficticio llamado Jeremy para obtener más tarea).[11]
- Nicole Sullivan como Vilma Bassett, la hermana mayor de Vinnie, la tía de Wendell, y la abogada de lesiones personales. Ella no entiende por qué los padres de Wendell le dejaron al cuidado de  Vinnie  y quiere ser el tutor legal de Wendell por sí misma. A menudo ella trata de lograr que algún chico logre salir con ella, incluso, eso significa que tiene que ser deshonesta, como en fingir que fue a la misma escuela secundaria como un hombre que se sentía atraída por ella o usando una imagen de perfil falsa en un sitio web de citas en línea y afirman ser apasionante y divertida.[11]
- Haley Strode[12] como Tarin, una chica hermosa recién divorciada, ella tiene dos nuevo vecinos, Wendell y Vinnie y ella es muy amiga de los dos. Ella viene de Houston, Texas. Vinnie se sintió atraído inicialmente a ella, pero después de ser rechazado, se hicieron amigos.[11]
- Angelique Terrazas como Lacy, la mejor amiga de Wendell quien conoció en prisión. Ella lo amenazó al principio, pero luego se reveló que ella no está realmente significa, pero solo quería parecer dura delante de sus amigas. Ella a veces se mete en los problemas del abuelo de Wendell, que considera una mala influencia para ella, pero Wendell todavía le gusta. A ella le gusta comer hot dogs. Se revela que Vinnie está en un club del libro de recuerdos con la abuela de Lacy.[11]

## Episodios
Nickelodeon confirmó 20 episodios para la primera temporada de Wendell & Vinnie a estrenarse el 17 de febrero de 2013. Pero un mes después, el canal decidió volverla "serie original", ya que Nickelodeon sólo tenía tres series de acción real en aquel momento. La serie se estrenó el sábado 16 de febrero de 2013 a las 8:00 P.M. m., junto con el estreno de nuevos episodios de Marvin Marvin y Supah Ninjas. En Latinoamérica y Brasil, la serie se estrenó el 9 de diciembre de 2013, mientras que, en España y Portugal se estrenó el 6 de enero de 2014.
| Temporada | Temporada | Episodios | Estados Unidos        | Estados Unidos           | Latinoamérica          | Latinoamérica       | España             | España                   |
| Temporada | Temporada | Episodios | Comienzo              | Final                    | Comienzo               | Final               | Comienzo           | Final                    |
| --------- | --------- | --------- | --------------------- | ------------------------ | ---------------------- | ------------------- | ------------------ | ------------------------ |
|           | 1         | 20        | 16 de febrero de 2013 | 22 de septiembre de 2013 | 9 de diciembre de 2013 | 24 de abril de 2014 | 6 de enero de 2014 | 26 de septiembre de 2014 |